# Palau Grioni
El Palau Grioni o Palau Businello (o també amb l'afegit del topònim San Boldo) és un palau de Venècia, situat al sestiere de San Polo, prop del lloc on antigament hi havia l'església de San Boldo. Estava situat davant del Palau Grimani a San Boldo, que ara ha estat enderrocat.

## Història

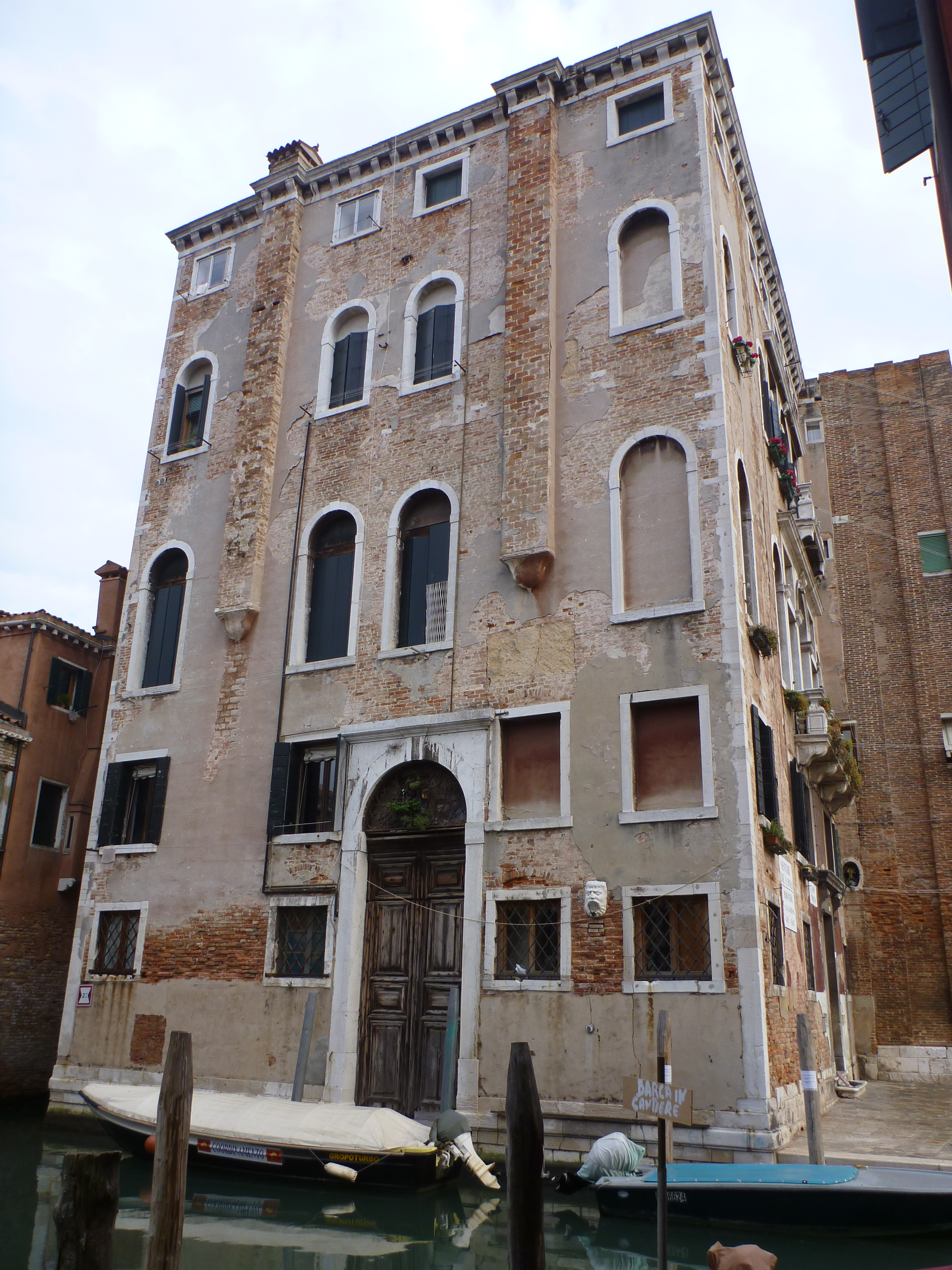
La vista sobre l'aigua

El palau va ser construït a la segona meitat del segle XVI destinada a ser una elegant residència noble. Es va ampliar al segle XIX, amb l'annexió d'edificis desconsagrats que havien sobreviscut a la destrucció de San Boldo i que es van fer habitables.
Avui dia encara és una residència privada.

## Descripció
El palau presenta una distribució típica del Renaixement; les dues façanes, una al canal i l'altra oposada al Campo San Boldo, destaquen els tres nivells principals de l'edifici, als quals cal afegir l'entresol i l'àtic.A les dues plantes principals, destaquen les finestres serlianes i les finestres simples d'arc de mig punt, presents a banda i banda de l'edifici.